# Хайле Гебрселассіє
Хайле Гебрселассіє  (амх. ኃይሌ ገብረ ሥላሴ, трансліт. haylē gebre silassē, англ. Haile Gebrselassie; 18 квітня 1973, Аселла, провінція Арсі, Ефіопія) — ефіопський стаєр і марафонець. Дворазовий олімпійський чемпіон та чотириразовий чемпіон світу з бігу на 10 000 метрів, чотириразовий чемпіон світу в закритих приміщеннях на дистанціях 1500 та 3000 метрів. Від 1994 року встановив 27 світових рекордів на бігових дистанціях, починаючи з 2000 метрів і закінчуючи марафоном<. Станом на 2016 рік володіє світовими рекордами в бігові на 20 000 метрів і годинному бігові.
Визнаний найкращим легкоатлетом світу 1995 та 1998 років за версією журналу Track & Field News, найкращим легкоатлетом світу за версією ІААФ 1998 року. Лауреат премій «Спортсмен року AIMS» 2006, 2007 та 2009 років і «найшвидший час AIMS» 2007 і 2008 років.

## Життєпис

### Дитинство
Хайле Гебреселассіє народився 18 квітня 1973 року. Був сьомим з десяти дітей Гебреселассіє Бекеле, фермера і землевласника. Всі дванадцять членів родини жили в селі під Аселлою в традиційному африканському тукулі — конусоподібній однокімнатній хатині, побудованій з глини, з солом'яним дахом і стінами без вікон. Після смерті матері в 1979 році його виховував батько. До 16 років жив у селі. Для молодого Хайле Гебреселассіє біг на висоті не менш як 2000 метрів над рівнем моря був частиною повсякденного життя. Упродовж десяти років він пробігав десять кілометрів дорогою до школи і таку саму відстань назад, а також вів ослів до джерела води за п'ять кілометрів, везучи назад наповнені водою глечики. На фермі його обов'язком було зганяти велику рогату худобу та овець і приводити їх назад у село. Бігаючи до школи, тримав підручники в лівій руці, що згодом позначилося на його відмітній поставі під час бігу: ліва рука розташована ближче до тулуба, ніж права. «Це були додаткові тренування на витривалість з елементами інтервальних тренувань, як їх нині називають», — пізніше жартував Хайле Гебреселассіє.

### Юність
У 16 років взяв участь у шкільних змаганнях на дистанції 1500 метрів, де переміг більш досвідчених хлопчиків старшого віку. За перемогу йому подарували шорти і майку.
У червні 1988 року старший брат Текеї, який жив і брав участь у марафонах у місті Аддис-Абебі, запропонував юному Хайле взяти участь у забігові на 15 км. Зібравши 15 бирів, Хайле Гебреселассіє купив квиток на автобус і приїхав до цього найвисокогірнішого міста в Африці. Але забіг на 15 км скасували. За наполяганням брата він зважився на участь у четвертому марафоні, що проводиться на честь Абебе Бікіли, який відбувся 19 червня 1988 року. Він пробіг свій перший марафон за 2 години 48 хвилин, посівши 99-те місце. Хайле Гебреселассіє пізніше згадував, що біль не проходив упродовж тижня — він не міг працювати і лежав цілими днями в ліжку.
Батько Хайле Гебреселассіє прийшов у лють, дізнавшись, навіщо його син їздив до Аддіс-Абеби: «Як марафонський біг може принести комусь користь? Країні потрібні фермери, лікарі та вчителі, а не бігуни». Але молодий стаєр наполіг на своєму. Для того, щоб продовжувати заняття бігом, він запросив підтримки в місцевого поліцейського клубу. Через тренера клубу Хайле Гебреселассіє вдалося отримати стипендію 15 доларів в місяць, що дозволило йому залишити ферму. Він переїхав в однокімнатну квартиру в Аддіс-Абебі до своїх старших братів Текеє і Ассефа. Ставши членом поліцейського легкоатлетичного клубу «Омедла» і отримавши звання лейтенанта, він почав жити життям професійного бігуна. Його єдиним обов'язком були щоденні тренування, двічі на день, вранці і вдень.

### Спортивна кар'єра

#### 1991—1997
Лише через три місяці тренувань при поліції, тренер поліцейського клубу відправив молодого стаєра на національний чемпіонат з кросу, що проходив на іподромі «Ян Меду» в Аддіс-Абебі, де він посів п'яте місце. Хайле Гебреселассіє не знав, що голландський спортивний агент Йос Херменс спостерігав за учасниками цього чемпіонату з метою виявити талановитих бігунів. Як завжди, Херменс слідкував за першими двома або трьома бігунами, але того дня також звернув увагу на юнака, що прибіг до фінішу п'ятим. «У нього був стиль, я це відразу помітив. Він був компактний і рідкий [як ртуть]; з широкими грудьми, він біг високо на стопі. Я обожнював його поставу. Мені це свідчило про одне — про швидкість». Тоді він ще не знав, що пройшов кваліфікацію на чемпіонат світу з кросу в Антверпені.
24 березня 1991 року Хайле Гебреселассіє посів восьме місце в забігові юніорів на 19-му чемпіонаті світу з кросу, пробігши 8420 метрів за 24.23. 21 березня 1992 року посів друге місце в забігу юніорів на 20-му чемпіонаті світу з кросу в Бостоні, пробігши 8000 метрів за 23.35. Міжнародне визнання дістав на 4-му чемпіонаті світу серед юніорів у Сеулі, здобувши перемогу на дистанціях 10 000 метрів (28.03,99) і 5000 метрів (13.36,06).
1993 року став дворазовим призером чемпіонату Африки. На цьому чемпіонаті він посів друге місце в бігу на 5000 метрів та третє місце на дистанції 10 000 метрів. Того самого року став чемпіоном світу на дистанції 10 000 метрів, обігравши чинного чемпіона світу Мозеса Тануї. За перемогу на чемпіонаті Хайле Гебреселассіє був нагороджений автомобілем марки Mercedes-Benz. У 1994 році посів 3-тє місце в індивідуальній та командній першості на чемпіонаті світу з кросу в Будапешті. Того самого року встановив перший світовий рекорд у своїй кар'єрі. Пробігши 5000 метрів за 12.56,96, він побив рекорд дев'ятирічної давнини, який встановив був марокканець Саїд Ауїта.
1995 рік Хайле Гебреселассіє почав з 4-го місця на 24-му чемпіонаті світу з кросу, де перемогу здобув його майбутній конкурент кенійський бігун Пол Тергат. Влітку того самого року на Меморіалі Фанні Бланкерс-Кун він уперше встановив світовий рекорд на 10 000 метрів, показавши результат 26.43,53, і став чемпіоном світу в Гетеборзі. Через тиждень після перемоги на чемпіонаті світу, на Гран-прі Цюриха він перевершив світовий рекорд Мозеса Кіптануї на дистанції 5000 метрів, показавши результат 12.44,39. Спортивний сезон 1995 року завершив перемогою у фіналі Гран-прі ІААФ у бігові на 3000 метрів.
Олімпійський 1996 рік почався для нього з 5-го місця на чемпіонаті світу з кросу. 29 липня у фіналі Олімпійських ігор в Атланті в бігу на 10 000 метрів завоював своє перше олімпійське золото. Хайле Гебреселассіє вирвав перемогу на останніх метрах дистанції в кенійського стаєра Пола Тергата, випередивши того на 0,83 с. Показавши результат 27.07,34, він встановив новий олімпійський рекорд.
1997 року він став чемпіоном світу в приміщенні на 3000 метрів з результатом 7.34,71 і також став чемпіоном світу на відкритому повітрі в Афінах у бігу на 10 000 метрів. 13 серпня втретє встановив світовий рекорд на 5000 метрів, який протримався лише 8 днів: 22 серпня в Брюсселі його перевершив кенійський бігун Даніель Комен.

#### 1998—2001

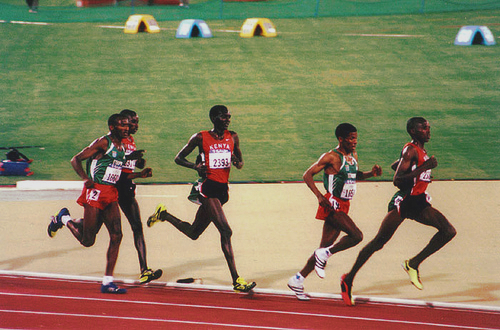
Фінал Олімпійських ігор у Сіднеї на 10 000 метрів (Хайле — другий праворуч)

5 вересня 1998 року став переможцем московського фіналу Гран-прі ІААФ у бігові на 3000 метрів. Таким чином, він поділив джекпот золотої ліги розміром 1 мільйон доларів США з Гішамом Ель-Герружем і Маріон Джонс, які також стали переможцями Гран-прі. За період з 1 по 13 червня 1998 року встановив два світові рекорди на двох класичних стаєрських дистанціях: 5000 метрів (12.39,36) і 10 000 метрів (26.22,75). Обидва рекорди простоять шість років і будуть побиті лише 2004 року, коли на біговій доріжці з'явиться його молодий співвітчизник Кененіса Бекеле. Від 1994 до 1998 року Хайле Гебреселассіє витримував конкуренцію з боку кенійських і марокканських стаєрів.
Під час спортивного сезону 1999 року він завоював три золоті медалі на чемпіонатах світу, перемігши на 1500 і 3000 метрів у Маебасі і 10 000 метрів в Севільї. У червні встановив особисті рекорди на 1500 метрів і 1 милі.
На своїх других Олімпійських іграх у Сіднеї він знову побіг дистанцію 10 000 метрів. Як і чотири роки тому в Атланті, головним конкурентом був кенієць Пол Тергат. Протягом усього забігу Хайле Гебреселассіє тримався в групі лідерів. На позначці 9800 метрів Тергат вийшов на перше місце і зробив спробу відірватися від конкурентів. Ефіоп підтримав його темп і продовжив боротьбу на другому місці. Фінішним спуртом він вирвав перемогу на останніх метрах дистанції і знову залишив кенійського стаєра зі срібною медаллю. У Сіднеї йому вдалося випередити срібного призера лише на 0,09 секунди. Також він став третім в історії легкоатлетом, після Еміля Затопека і Лассе Вірена, якому вдалося виграти 10 000 метрів на двох олімпійських іграх поспіль. Після Ігор у Сіднеї він вперше вийшов на старт лише в серпні 2001 року на чемпіонаті світу в Едмонтоні, де посів третє місце на 10 000 метрів. Пропустив зимовий сезон через травму ахіллового сухожилля. У жовтні вперше у своїй кар'єрі взяв участь у бігові по шосе, вигравши Чемпіонат світу з напівмарафону в Брістолі з часом 1:00.03. Допоміг організувати в рідній Аддис-Абебі пробіг серії Great Run — 10-кілометровий Великий ефіопський забіг (англ. Great Ethiopian Run). 26 листопада 2001 року став його першим переможцем.

#### 2002—2004

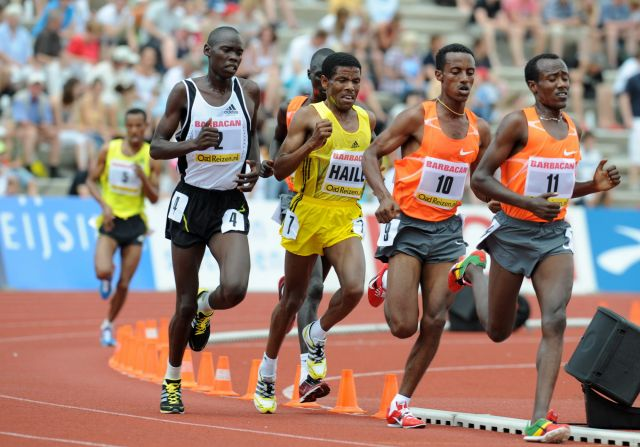
Хайле Гебреселассіє (у жовтій формі) під час годинного бігу на Меморіалі Фанні Бланкерс-Кун 2009

Для Хайле Гебреселассіє 2002 рік став роком початку нового етапу спортивної кар'єри. У березні він виграв Лісабонський напівмарафон. 14 квітня дебютував на марафонській дистанції, взявши участь в Лондонському марафоні, в якому посів третє місце з результатом 2:06.35. Переможцем цього забігу став чинний тоді рекордсмен світу Халід Ханнуші, який і цього разу встановив новий світовий рекорд, показавши результат 2:05.38; лише 10 секунд йому програв Пол Тергат, постійний конкурент Хайле Гебреселассіє на біговій доріжці. Наприкінці року став переможцем 10-кілометрових пробігів у Дубаї та Досі.
Наступного року він взяв участь у чемпіонаті світу в приміщенні у Бірмінгемі, де здобув перемогу на дистанції 3000 метрів. Для нього це було останнє «золото» на чемпіонатах світу. Через 4 місяці став срібним призером світової першості в Парижі в бігові на 5000 метрів. Переможцем стала висхідна зірка світового стаєрського бігу Кененіса Бекеле.
Напередодні Олімпійських ігор Хайле Гебреселассіє турбувала травма ахіллового сухожилля, що загострилася після участі в Гран-прі Лондона, де він переміг на дистанції 5000 метрів з результатом 12.55,51, також встановивши рекорд змагань, який і понині залишається неперевершеним. В Афінах у нього була можливість стати триразовим олімпійським чемпіоном на дистанції 10 000 метрів, однак травма, яка переслідувала його останнім часом, і зростаюча конкуренція в стаєрському бігові залишили його за межею призерів Олімпіади: з результатом 27.27,70 він посів п'яте місце. Золото і срібло дісталося його співвітчизникам Кененіса Бекеле і Сілеші Сігіне, відповідно, а бронзу взяв еритрейський стаєр Зерсенай Тадесе.

#### 2005—2007

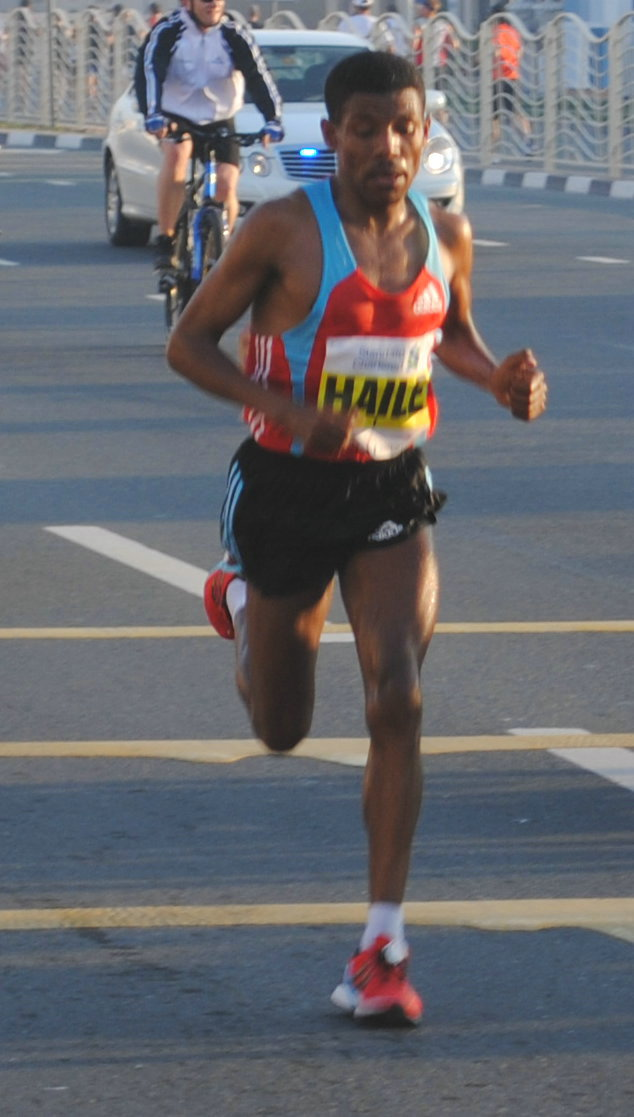
Хайле Гебреселассіє на Дубайському марафоні 2010 року

Після невдалого виступу на Олімпійських іграх в Афінах Хайле Гебреселассіє завершив кар'єру з бігу на довгі дистанції на стадіоні і зосередився на бігу по шосе. За словами Хайле Гебреселассіє, він не міг залишатися першим номером у бігові на довгі дистанції на стадіоні. «Не хочу припиняти змагатися на стадіонах, але потрібно дивитися правді в очі: я втрачаю швидкість. Я вже не той, яким був п'ять або шість років тому, а якщо зникає швидкість, то доводиться переходити на довші дистанції — в іншому випадку з легкістю виграє молодь». У 2005 році він взяв участь у різних шосейних пробігах у всьому світі й вийшов переможцем у всіх змаганнях, у яких брав участь. Від 2005 до 2008 року він був володарем найкращого часу сезону в марафонському бігові.
15 січня 2006 року встановив рекорд світу під час бігу на напівмарафоні в Темпі (США), пробігши 20 км за 55.48. 27 червня 2007 року на Гран-прі Острави в Чехії встановив одразу два світові рекорди, пробігши 21 285 метри за годину і під час забігу — 20 000 метрів за 56.26,0. Це були його останні рекорди на біговій доріжці. 5 серпня 2007 року здобув перемогу на Нью-Йоркському напівмарафоні, встановивши рекорд траси — 59.24.

#### Світові рекорди в марафоні
30 вересня 2007 року Хайле Гебреселассіє здобув перемогу на Берлінському марафоні з результатом 2:04.26. Він перевершив рекорд Пола Тергата, який за п'ять років до того встановив світове досягнення на цій самій трасі, вперше в історії вибігши з 2:05.00.
18 січня 2008 року, через три місяці після берлінського тріумфу, він взяв участь у Дубайському марафоні. Організатори пообіцяли мільйон доларів за встановлення світового рекорду. У день змагань погода була ідеальною для марафону: майже без вітру, температура повітря перед стартом становила 11 °C, піднявшись лише до 14 °C через дві години. Але пейсмейкери, які задавали темп для Хайле Гебреселассіє, позбавили його шансів на світовий рекорд, не витримавши швидкого темпу на ранній стадії забігу. Після перших 10 кілометрів він випереджав графік Берлінського марафону на 45 секунд. На половині дистанції перевага становила вже 61 секунду. Але після того, як на 30-му кілометрі з дистанції зійшов останній пейсмейкер Абель Кіруї, темп став неухильно сповільнюватися. На самоті йому не вдалося зберегти темп бігу, і він фінішував з результатом 2:04.53, що на 27 секунд гірше за світовий рекорд. Втім, цей результат став другим в історії марафону. За перемогу спортсмену вручили 250 тисяч доларів призових — найбільший виграш за перемогу в марафоні.
Пропустивши Лондонський марафон 2007 року через астму, Хайле Гебреселассіє також відмовився брати участь у марафоні на Олімпійських іграх у Пекіні. Пославшись на «забруднення повітря в Китаї, яке становить загрозу для здоров'я», 35-річний ефіоп націлився на дистанцію 10 000 метрів, на якій посів 6‑те місце з результатом 27.06,68. Через місяць після Ігор утретє поспіль переміг на Берлінському марафоні і при цьому знову встановив рекорд світу — 2:03.59. Досягнути такий результат йому допомогли пейсмейкери, що очолювали гонку до 25 кілометра, і кенійські марафонці Джеймс Квамбаї і Чарльз Каматі, підтримували високий темп бігу впродовж більшої частини дистанції, а також сприятлива погода: температура повітря 18 °C була ідеальною для проведення забігу. Цей рекорд протримався до 25 вересня 2011 року, коли кенієць Патрік Макау пробіг цю дистанцію з результатом 2:03.38.

#### 2009—2015

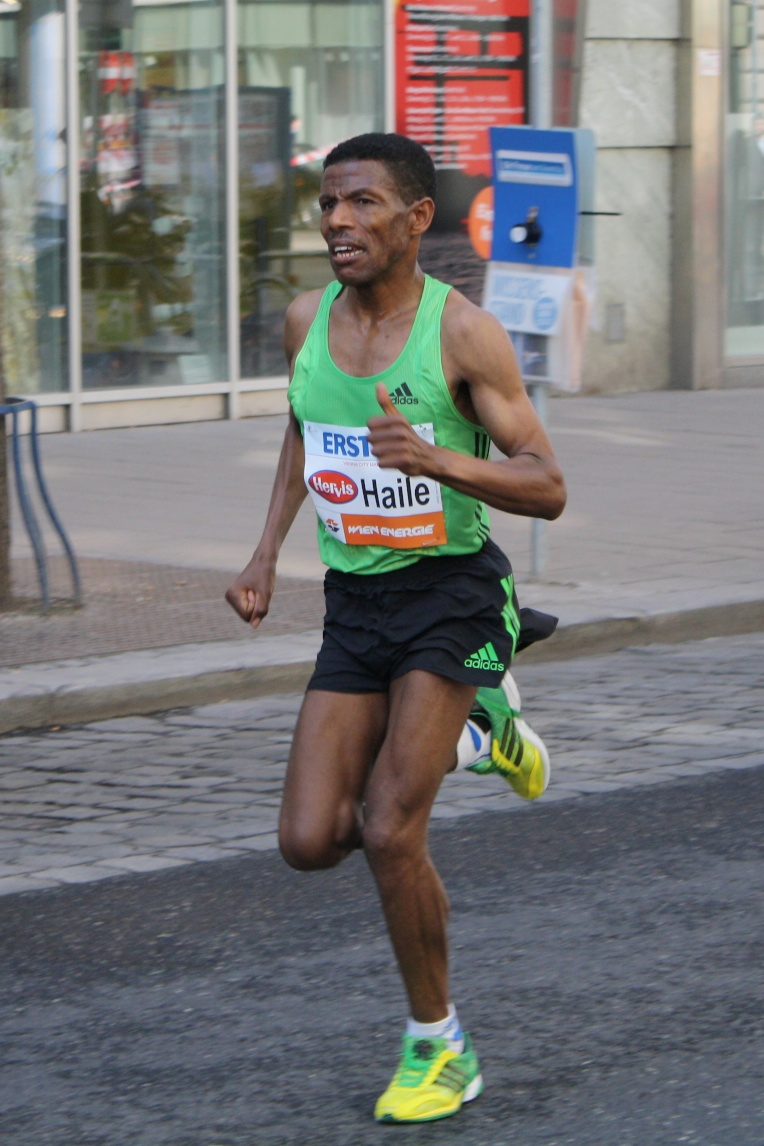
Хайле Гебреселассіє на Віденському марафоні

20 вересня 2009 року взяв участь у Берлінському марафоні. Разом з кенійським марафонцем Дунканом Кібетом був одним з фаворитів перегонів. Від самого початку марафон очолили сім пейсмейкерів, які підтримували високий темп бігу для Хайле Гебреселассіє. Група лідерів показала на позначці 10 км результат 29.15, а на позначці 15 км — 43.58. Половину дистанції марафонці подолали за 1:01.44 — це означало, що в разі підтримки цього темпу результат буде в районі 2:03.30, що перевищує світовий рекорд. Біг у такому темпі тривав до 32-го кілометра, поки не зійшов з дистанції останній пейсмейкер Самюель Косгеї. Залишившись на самоті, Хайле Гебреселассіє не зміг підтримувати темп бігу на рівні 2.55—2.56 хвилин на кілометр, який був необхідний для досягнення світового рекорду. Не кращим чином на стан ефіопа вплинула погода на заключних кілометрах марафону повітря прогрілося вище 20 °C. У таких умовах він пробігав кожен кілометр повільніше трьох хвилин, а 40-й кілометр дистанції здолав за 3.19 хвилини — це був найгірший результат на кілометрі під час марафону в кар'єрі Хайле Гебреселассіє. Попри всі труднощі, він виграв марафон з результатом 2:06.08, хоча йому й не вдалося втретє поспіль встановити світовий рекорд. За перемогу його нагородили грошовою винагородою в розмірі 50 000 євро і бонусом у розмірі 30 000 євро за те, що показав результат швидший за 2:06.30.
7 листопада 2010 року він оголосив про завершення спортивної кар'єри. 37-річний ефіоп зробив цю заяву після Нью-Йоркського марафону, на якому зійшов на 16-му кілометрі через травму коліна. Однак через три тижні заявив, що рішення про завершення було викликане критикою в пресі, а не його особистим бажанням, і що хоче продовжити виступати й спробувати потрапити на Олімпійські ігри 2012 року. Перша спроба вийшла невдалою: 25 вересня 2011 року на Берлінському марафоні Хайле Гебреселассіє не зміг підтримати високий темп бігу, заданий Патріком Макау. Після 27 км Хайле зійшов з дистанції, але, перепочивши, повернувся на трасу і тільки після 35 км зійшов з пробігу остаточно. За словами його агента Йоса Херменса, причиною невдачі стали проблеми з диханням через астму.

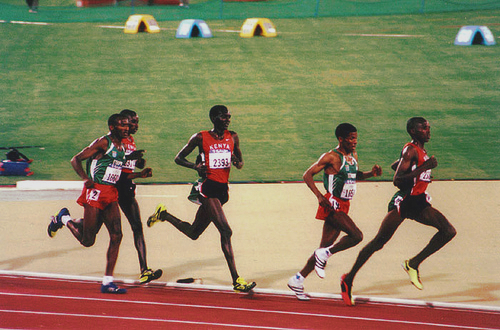
Фінал Олімпійських ігор у Сіднеї на 10 000 метрів (Хайле — другий праворуч)

У квітні брав участь у дуелі з Полою Редкліфф у так званому «Чемпіонському забігові», напівмарафоні-гандикапі у Відні (англ. Vienna City Marathon Champions Race), забігові-супутнику основного марафону. Пола Редкліфф стартувала з форою 7.52, але Хайле впевнено переміг з часом 1:00.52.
20 травня 2012 року переміг у Великому манчестерському забігові (10 км), показавши найкращий час сезону — 27.39. 27 травня взяв участь у старті на 10 000 м на Меморіалі Фанні Бланкерс-Кун (Хенгело, Нідерланди). Інтерес до цього старту підігрівався як заявою Хайле, що забіг у Хенгело 27 травня буде його останнім забігом на цій стадіонній дистанції, так і рішенням Ефіопії саме на цьому старті провести останній відбір на Олімпіаду на 10 000 м. Хайле, однак, не зміг підтримати ривок стаєрів на останньому колі, і на фініші був сьомим з результатом 27:20.39. Таким чином, він втратив шанси на участь у лондонській Олімпіаді.
2 грудня 2012 року вийшов на старт Фукуокського марафону, в якому зійшов з дистанції на 32-му кілометрі. 26 травня 2013 року посів 3-тє місце на пробігу Great Manchester Run з результатом 28.00.
20 жовтня 2013 року пройшов Марафон Хайле Гебреселассіє, одним із засновників якого є. 17 лютого 2014 року стало відомо, що Гебреселассіє виступить 13 квітня на Лондонському марафоні як пейсмейкер. 5 жовтня взяв участь у напівмарафоні Great Scottish Run, однак після п'яти кілометрів дистанції був змушений припинити біг у зв'язку з нападом астми. 12 грудня в рамках Сингапурського марафону посів 3-тє місце на 10-кілометровому пробігу з результатом 30.00.
10 травня 2015 року, за кілька годин до участі в пробігу Great Manchester Run, Гебреселассіє повідомив, що це змагання стане останнім у його спортивній кар'єрі. У підсумку він фінішував на 16-му місці з результатом 30.05.

## Нагороди
- 22 квітня 2005 року став почесним доктором права Ірландського національного університету за спортивні досягнення, благодійну діяльність та внесок у розвиток Африки[59].
- 8 травня 2008 року став почесним доктором спортивних наук Міського університету Лідса[60].
- 27 травня 2008 року став володарем нагороди Спортивної академії Франції[61].
- Від 1999 року є послом доброї волі Організації Об'єднаних Націй по Програмі розвитку ООН[62].
- 2 вересня 2011 року за видатні досягнення у спорті отримав Премію принцеси Астурійської[63].

## Особисте життя
Станом на 2013 рік спортсмен проживає в Аддіс-Абебі разом з дружиною Алем, доньками Еден, Мелат, Баті і сином Натаном. Займається бізнесом, зокрема, володіє ліцензією на продаж автомобілів марки Hyundai, фінансував будівництво найвищих будинків у столиці. Володіє двома приватними школами, які оснащені найсучаснішим обладнанням, в них навчаються 1200 осіб. Також володіє відділенням United Parcel Service, кафе, спортзалом, найсучаснішим кінотеатром в Аддіс-Абебі, готелем в місті Ауаса. Один з найбагатших і найвідоміших людей Ефіопії. На бізнес-імперію Хайле Гебреселассіє працюють від 750 до 1000 осіб в Ефіопії.
У 1996 і 2011 роках особисто зустрічався з Нельсоном Манделою. Уперше вони зустрілися в Кейптауні, коли Хайле Гебреселассіє приїхав на чемпіонат світу з кросу. Пізніше Гебреселассіє згадував: «Я зустрівся з ним у складі ефіопської команди. Тоді я не був дуже відомим, тож мені вдалося лише потиснути йому руку». Їхня друга зустріч відбулася 11 жовтня 2011 року. Хайле Гебреселассіє, бувши партнером фірми Adidas, приїхав до Йоганнесбурга для урочистого вручення футбольного м'яча фонду Нельсона Мандели. Цей м'яч використовувався в фінальному матчі чемпіонату світу з футболу 2010. Під час візиту він оглянув архів фонду, з якого дізнався, що Мандела проходив військову підготовку на тій самій військовій базі, що й він, а також розповів, що є майором поліції своєї країни.
Пожертвував свої золоті олімпійські медалі в дар православному храму Святої Марії, розташованому на горі Ентото.
Після закінчення спортивної кар'єри Хайле Гебреселассіє хоче зайнятися політикою. За його словами, він буде балотуватися на пост прем'єр-міністра або президента Ефіопії.
На церемонії відкриття олімпійських ігор 2012 року був одним із прапороносців олімпійського прапора.

## Спортивні досягнення

### Виступи на Олімпіадах
| Олімпіада    | Дисципліна           | Місце |
| ------------ | -------------------- | ----- |
| Атланта 1996 | біг на 10 000 метрів | 1     |
| Сідней 2000  | біг на 10 000 метрів | 1     |
| Афіни 2004   | біг на 10 000 метрів | 5     |
| Пекін 2008   | біг на 10 000 метрів | 6     |

### Світові рекорди
У таблиці вказані всі світові рекорди, які він встановив упродовж спортивної кар'єри. Список містить також ті рекорди, які є неофіційними.
| МР #  | Дисципліна                 | Результат   | Місце                         | Дата       |
| ----- | -------------------------- | ----------- | ----------------------------- | ---------- |
| 1     | 5000 метрів                | 12.56,96    | Генгело, Нідерланди           | 1994-06-04 |
| 2     | 2 милі (3219 м)            | 8.07,46     | Керкраде, Нідерланди          | 1995-05-27 |
| 3     | 10000 метрів               | 26.43,53    | Генгело, Нідерланди           | 1995-06-05 |
| 4     | 5000 метрів                | 12.44,39    | Цюрих. Швейцарія              | 1995-08-16 |
| 5     | 5000 метрів (у приміщенні) | 13.10,98    | Цюрих, Швейцарія              | 1996-01-27 |
| 6     | 3000 метрів (у приміщенні) | 7.30,72     | Штутгарт, Німеччина           | 1996-02-04 |
| 7     | 5000 метрів (у приміщенні) | 12.59,04    | Стокгольм, Швеція             | 1997-02-20 |
| 8     | 2 милі                     | 8.01,08     | Генгело, Нідерланди           | 1997-05-31 |
| 9     | 10 000 метрів              | 26.31,32    | Осло, Норвегія                | 1997-07-04 |
| 10    | 5000 метрів                | 12.41,86    | Цюрих, Швейцарія              | 1997-08-13 |
| 11    | 3000 метрів (у приміщенні) | 7.26,14     | Карлсруе, Німеччина           | 1998-01-25 |
| 12    | 2000 метрів (у приміщенні) | 4.52,86     | Бірмінгем, Велика Британія    | 1998-02-16 |
| 13    | 10 000 метрів              | 26.22,75    | Генгело, Нідерланди           | 1998-06-01 |
| 14    | 5000 метрів                | 12.39,36    | Гельсінкі, Фінляндія          | 1998-06-13 |
| 15    | 5000 метрів (у приміщенні) | 12.50,38    | Бірмінгем, Велика Британія    | 1999-02-14 |
| 16    | 10 км по шосе              | 27.02       | Доха, Катар                   | 2002-12-11 |
| 17    | 2 милі (у приміщенні)      | 8.04,69     | Бірмінгем, Велика Британія    | 2003-02-21 |
| 18 *  | 15 км по шосе              | 41.22       | Тілбург, Нідерланди           | 2005-09-04 |
| 19    | 10 миль (16.093 м)         | 44.23       | Тілбург, Нідерланди           | 2005-09-04 |
| 20    | 20 км по шосе              | 55.48       | Фінікс, США                   | 2006-01-15 |
| 21    | Напівмарафон (21 0975 м)   | 58.55       | Фінікс, США                   | 2006-01-15 |
| 22 ** | 25 км по шосе              | 1:11.37     | Алфен-ан-ден-Рейн, Нідерланди | 2006-03-12 |
| 23    | 20 000 метрів              | 56.26,0     | Острава, Чехія                | 2007-06-27 |
| 24    | Годинний біг               | 21 км 285 м | Острава, Чехія                | 2007-06-27 |
| 25    | Марафон (42 195 м)         | 2:04.26     | Берлін, Німеччина             | 2007-09-30 |
| 26    | Марафон (42 195 м)         | 2:03.59     | Берлін, Німеччина             | 2008-09-28 |
| 27    | 30 км                      | 1:27.49     | Берлін, Німеччина             | 2009-09-20 |

### Результати на найбільших змаганнях
| Рік  | Змагання                                     | Місце | Час 000(ч:м.с) |
| ---- | -------------------------------------------- | ----- | -------------- |
| 1994 | Пробіг Zevenheuvelenloop (15 км)             | 1     | 0:43.00        |
| 2001 | Чемпіонат світу з напівмарафону (21,0975 км) | 1     | 1:00.03        |
| 2002 | Лісабонський напівмарафон (21,0975 км)       | 1     | 0:59.41        |
| 2002 | Лондонський марафон                          | 3     | 2:06.35        |
| 2005 | Великий манчестерський забіг (10 км)         | 1     | 0:27.25        |
| 2005 | Пробіг Zevenheuvelenloop (15 км)             | 1     | 0:41.56        |
| 2005 | Амстердамський марафон                       | 1     | 2:06.20        |
| 2006 | Лондонський марафон                          | 9     | 2:09.31        |
| 2006 | Берлінський марафон                          | 1     | 2:05.56        |
| 2006 | Фукуокський марафон                          | 1     | 2:06.52        |
| 2007 | Лондонський марафон                          | DNF   | —              |
| 2007 | Нью-Йоркський напівмарафон (21,0975 км)      | 1     | 0:59.24        |
| 2007 | Монтферландський пробіг (15 км)              | 1     | 0:42.36        |
| 2007 | Берлінський марафон                          | 1     | 2:04.26 WR*    |
| 2008 | Лісабонський напівмарафон (21,0975 км)       | 1     | 0:59.15        |
| 2008 | Дубайський марафон                           | 1     | 2:04.53        |
| 2008 | Берлінський марафон                          | 1     | 2:03.59 WR*    |
| 2009 | Дубайський марафон                           | 1     | 2:05.29        |
| 2009 | Великий манчестерський забіг (10 км)         | 1     | 0:27.39        |
| 2009 | Берлінський марафон                          | 1     | 2:06.08        |
| 2010 | Дубайський марафон                           | 1     | 2:06.09        |
| 2010 | Великий манчестерський забіг (10 км)         | 1     | 0:28.02        |
| 2010 | Нью-Йоркський марафон                        | DNF   | —              |
| 2011 | Пробіг Zevenheuvelenloop (15 км)             | 1     | 0:42.44        |
| 2011 | Великий манчестерський забіг (10 км)         | 1     | 0:28.10        |
| 2011 | Берлінський марафон                          | DNF   | —              |
| 2011 | Великий бірмінгемський забіг (21,0975 км)    | 1     | 1:01.29        |
| 2012 | Токійський марафон                           | 4     | 2:08.17        |
| 2012 | Великий манчестерський забіг (10 км)         | 1     | 0:27.39        |
| 2013 | Great North Run (21,0975 км)                 | 3     | 01:00.41       |

| Дата | Змагання                      | Місце | Вид           | Час              |
| ---- | ----------------------------- | ----- | ------------- | ---------------- |
| 1992 | Чемпіонат світу серед юніорів | 1     | 5000 метрів   | 13.36,06         |
| 1992 | Чемпіонат світу серед юніорів | 1     | 10 000 метрів | 28.03,99         |
| 1993 | Чемпіонат Африки              | 2     | 5000 метрів   | 13.10,41         |
| 1993 | Чемпіонат Африки              | 3     | 10 000 метрів | 27.30,17         |
| 1993 | Чемпіонат світу               | 2     | 5000 метрів   | 13.03,17         |
| 1993 | Чемпіонат світу               | 1     | 10 000 метрів | 27.46,02         |
| 1994 | Меморіал Фанні Бланкерс-Кун   | 1     | 5000 метрів   | 12.56,96 WR*     |
| 1995 | Чемпіонат світу               | 1     | 10 000 метрів | 27.12,95         |
| 1995 | Меморіал Фанні Бланкерс-Кун   | 1     | 10 000 метрів | 26.43,53 WR*     |
| 1995 | Фінал Гран-прі IAAF           | 1     | 3000 метрів   | 7.35,90          |
| 1996 | Олімпійські ігри              | 1     | 10 000 метрів | 27.07,34 OR*     |
| 1997 | Чемпіонат світу в приміщенні  | 1     | 3000 метрів   | 7.34,71          |
| 1997 | Меморіал Фанні Бланкерс-Кун   | 1     | 2 милі        | 8.01,08 WR*      |
| 1997 | Чемпіонат світу               | 1     | 10 000 метрів | 27.24,58         |
| 1998 | Фінал Гран-прі IAAF           | 1     | 3000 метрів   | 7.50,00          |
| 1998 | Меморіал Фанні Бланкерс-Кун   | 1     | 10 000 метрів | 26.22,75 WR*     |
| 1998 | Weltklasse in Karlsruhe       | 1     | 3000 метрів   | 7.26,15 WR*      |
| 1999 | Чемпіонат світу в приміщенні  | 1     | 1500 метрів   | 3.33,77          |
| 1999 | Чемпіонат світу в приміщенні  | 1     | 3000 метрів   | 7.53,57          |
| 1999 | Чемпіонат світу               | 1     | 10 000 метрів | 27.57,27         |
| 2000 | Олімпійські ігри              | 1     | 10 000 метрів | 27.18,20         |
| 2001 | Чемпіонат світу               | 1     | 10 000 метрів | 27.54,41         |
| 2003 | Чемпіонат світу в приміщенні  | 1     | 3000 метрів   | 7.40,97          |
| 2003 | Чемпіонат світу               | 2     | 10 000 метрів | 26.50,77         |
| 2004 | Олімпійські ігри              | 5-те  | 10 000 метрів | 27.27,70         |
| 2007 | Гран-прі Острави              | 1     | Годинний біг  | 21 285 метрів WR |
| 2008 | Олімпійські ігри              | 6-те  | 10 000 метрів | 27.06,68         |
| 2009 | Меморіал Фанні Бланкерс-Кун   | 1     | Годинний біг  | 20 822 метри     |

1. ↑  Дистанції пробігів, якщо не вказано інше, стосуються марафону.